# Феліпе Росас
Феліпе Росас Санчес (ісп. Felipe Rosas Sanchez, 5 лютого 1910 — 15 грудня 1989) — мексиканський футболіст, що грав на позиції півзахисника, зокрема, за клуб «Атланте», а також національну збірну Мексики. Рідний брат іншого футболіста — Мануеля Росаса.
Чемпіон Мексики 1931-го року.

## Клубна кар'єра
У дорослому футболі дебютував 1929 року виступами за команду клубу «Атланте», кольори якої і захищав протягом усієї своєї кар'єри гравця, що тривала десять років.
Помер 17 червня 1986 року на 77-му році життя.

## Виступи за збірну
1930 року дебютував в офіційних матчах у складі національної збірної Мексики. Протягом кар'єри у національній команді, яка тривала 6 років, провів у її формі 11 матчів.
У складі збірної був учасником чемпіонату світу 1930 року в Уругваї, де зіграв проти Франції (1:4), Чилі (0:3) і Аргентини (3:6).

## Титули і досягнення
- Чемпіон Мексики (1):

«Атланте»: 1930-31
- Переможець Ігор Центральної Америки та Карибського басейну: 1935